# Olympische Winterspiele 1972/Teilnehmer (Schweiz)
| Gelbes Symbol für Goldmedaillen mit stilisierten Olympischen Ringen | Graues Symbol für Silbermedaillen mit stilisierten Olympischen Ringen | Braundes Symbol für Bronzemedaillen mit stilisierten Olympischen Ringen |
| ------------------------------------------------------------------- | --------------------------------------------------------------------- | ----------------------------------------------------------------------- |
| 4                                                                   | 3                                                                     | 3                                                                       |

Die Schweiz nahm an den Olympischen Winterspielen 1972 im japanischen Sapporo mit einer Delegation von 52 Athleten, 46 Männer und sechs Frauen, teil.
Seit 1924 war es die elfte Teilnahme der Schweiz an Olympischen Winterspielen.

## Fahnenträger
Der alpine Skirennläufer Edmund «Edy» Bruggmann trug die Fahne der Schweiz sowohl während der Eröffnungs- als auch bei der Schlussfeier im Makomanai-Stadion.

## Medaillen
Mit vier gewonnenen Gold-, drei Silber- und drei Bronzemedaillen belegte das Team der Schweiz Platz 3 im Medaillenspiegel.

### Gold
- Bernhard Russi: Alpin Ski, Herrenabfahrt
- Marie-Theres Nadig: Alpin Ski, Damenabfahrt
- Marie-Theres Nadig: Alpin Ski, Damen-Riesenslalom
- Jean Wicki, Hans Leutenegger, Werner Camichel und Edy Hubacher: Viererbob

### Silber
- Roland Collombin: Alpin Ski, Herrenabfahrt
- Edmund Bruggmann: Alpin Ski, Herren-Riesenslalom
- Walter Steiner: Skispringen, Grossschanze

### Bronze
- Werner Mattle: Alpin Ski, Herren-Riesenslalom
- Jean Wicki und Edy Hubacher: Zweierbob
- Alfred Kälin, Albert Giger, Alois Kälin und Edi Hauser: Ski Nordisch, 4 × 10-km-Staffel

## Teilnehmer nach Sportarten

### Ski Alpin
Frauen
- Marie-Theres Nadig
Abfahrt:  – 1:36,68 min
Riesenslalom:  – 1:29,90 min
Slalom: DNF
- Rita Good
Riesenslalom: DSQ
Slalom: DNF
- Marianne Hefti
Abfahrt: 12. Platz – 1:40,38 min
- Silvia Stump
Abfahrt: 18. Platz – 1:40,92 min
Riesenslalom: DNF
Slalom: DNF
- Bernadette Zurbriggen
Abfahrt: 7. Platz – 1:39,49 min
Riesenslalom: 18. Platz – 1:34,17 min
Slalom: DNF

Herren
- Bernhard Russi
Abfahrt:  – 1:51,43 min
- Edmund Bruggmann
Riesenslalom:  – 3:10,75 min
Slalom: 8. Platz – 1:52,03 min
- Roland Collombin
Abfahrt:  – 1:52,07 min
- Werner Mattle
Riesenslalom:  – 3:10,99 min
- Adolf Rösti
Riesenslalom: DSQ
Slalom: 15. Platz – 1:54,16 min
- Andreas Sprecher
Abfahrt: 4. Platz – 1:53,11 min
Slalom: DNF
- Walter Tresch
Abfahrt: 6. Platz – 1:53,19 min
Riesenslalom: 14. Platz – 3:14,75 min
Slalom: 13. Platz – 1:53,51 min

### Bob
Zweierbob
- Edy Hubacher/Jean Wicki (SUI I)
 – 4:59,33 min
- Hans Candrian/Heinz Schenker (SUI II)
7. Platz – 5:01,440 min

Viererbob
- Edy Hubacher/Jean Wicki/Werner Camichel/Hans Leutenegger (SUI I)
 – 4:43,07 min
- Gaudenz Beeli/Hans Candrian/Erwin Juon/Heinz Schenker (SUI II)
4. Platz – 4:44,56 min

### Eishockey
Herren: 10. Platz
| - Peter Aeschlimann - René Berra - Gérard Dubi - Guy Dubois - Charles Henzen - René Huguenin - Heini Jenni - Hans Keller - Peter Lehmann | - Alfio Molina - Anton Neininger - Jacques Pousaz - Francis Reinhard - Gérald Rigolet - Marcel Sgualdo - Michel Turler - Gaston Furrer - Paul Probst |

### Eiskunstlauf
Damen:
- Charlotte Walter
9. Platz

### Ski Nordisch

#### Langlauf
Herren:
- Albert Giger
15 km: 14. Platz – 46:38,36 min
4 × 10 km Staffel:  – 2:07:00,06 h
- Edi Hauser
15 km: 11. Platz – 46:30,53 min
30 km: 14. Platz – 1:40:14,98 h
4 × 10 km Staffel:  – 2:07:00,06 h
- Alfred Kälin
30 km: 17. Platz – 1:41:35,34 h
4 × 10 km Staffel:  – 2:07:00,06 h
- Alois Kälin
15 km: 17. Platz – 46:50,31 min
30 km: 7. Platz – 1:38:40,72 h
4 × 10 km Staffel:  – 2:07:00,06 h
- Giuseppe Dermon
50 km: 26. Platz – 2:56:24,21 h
- Werner Geeser
30 km: 41. Platz – 1:46:20,36 h
50 km: 6. Platz – 2:44:34,13 h
- Louis Jaggi
50 km: 23. Platz – 2:53:00,78 h
- Hans-Ueli Kreuzer
15 km: 34. Platz – 48:55,37 min
- Ulrich Wenger
50 km: 14. Platz – 2:49:35,35 h

#### Skispringen
- Hans Schmid
Normalschanze: 22. Platz – 208,9 Punkte
Grossschanze: 42. Platz – 156,4 Punkte
- Walter Steiner
Normalschanze: 14. Platz – 217,4 Punkte
Grossschanze:  – 219,8 Punkte
- Sepp Zehnder
Normalschanze: 28. Platz – 203,7 Punkte
Grossschanze: 22. Platz – 181,1 Punkte
- Ernst von Grünigen
Normalschanze: 16. Platz – 212,4 Punkte
Grossschanze: 44. Platz – 153,0 Punkte

## Weblink
- Schweizer Olympiamannschaft 1972 in der Datenbank von Sports-Reference (englisch; archiviert vom Original)